# Peter Syring
Peter Syring (ur. 6 maja 1956) – wschodnioniemiecki zapaśnik walczący w stylu wolnym.
Zajął piąte miejsce na mistrzostwach świata w 1981. Brązowy medalista mistrzostw Europy w 1981 i 1982; czwarty w 1984; piąty w 1977 i 1980. Wicemistrz Europy młodzieży w 1976 roku.
Mistrz NRD w 1979, 1980, 1981 i 1984; drugi w 1976; trzeci w 1982 i 1983 roku.